# Potok pri Dornberku
Potok pri Dornberku este o localitate din comuna Nova Gorica, Slovenia, cu o populație de 133 de locuitori.